# Орейан (кантон)
Орейан (фр. Aureilhan, окс. Aurelhan) — кантон во Франции, находится в регионе Юг — Пиренеи. Департамент кантона — Верхние Пиренеи. Входит в состав округа Тарб.
Код INSEE кантона 6521. Всего в кантон Орейан входят 4 коммуны, из них главной коммуной является Орейан.
Кантон был образован в 1973 году.

## Коммуны кантона
| Коммуна | Население, чел. (2012) | Почтовый индекс | Код INSEE |
| ------- | ---------------------- | --------------- | --------- |
| Бур     | 782                    | 65460           | 65108     |
| Орейан  | 7992                   | 65800           | 65047     |
| Орлекс  | 1967                   | 65800           | 65340     |
| Шис     | 303                    | 65800           | 65146     |

## Население
Население кантона на 2007 год составляло 10 310 человек.
| 1962 | 1968 | 1975 | 1982 | 1990 | 1999   | 2006   |
| ---- | ---- | ---- | ---- | ---- | ------ | ------ |
| 6861 | 7988 | 9777 | 9607 | 9791 | 10 078 | 10 129 |